# Махамбетський район
Махамбе́тський район (каз. Махамбет ауданы, рос. Махамбетский район) — адміністративна одиниця у складі Атирауської області Казахстану. Адміністративний центр — село Махамбет.

## Населення
Населення — 28789 осіб (2021; 25959 у 2009, 24394 у 1999, 22869 у 1989).
Національний склад (станом на 2016 рік):
- казахи — 33085 осіб (97,19 %)
- росіяни — 623 особи
- корейці — 119 осіб
- татари — 43 особи
- узбеки — 42 особи
- німці — 29 осіб
- болгари — 25 осіб
- українці — 15 осіб
- білоруси — 14 осіб
- каракалпаки — 9 осіб
- грузини — 4 особи
- чеченці — 2 особи
- вірмени — 2 особи
- греки — 1 особа
- інші — 30 осіб

## Склад
До складу району входять 9 сільських округів:
| Поселення                       | Площа, км² | Населення, осіб (1989) | Населення, осіб (1999) | Населення, осіб (2009) | Населення, осіб (2021) | Центр     | К-ть НП |
| ------------------------------- | ---------- | ---------------------- | ---------------------- | ---------------------- | ---------------------- | --------- | ------- |
| Акжаїицький сільський округ     | 339,18     | 1041                   | 1214                   | 1179                   | 1128                   | Акжайик   | 1       |
| Актогайський сільський округ    | 460,65     | 1087                   | 1076                   | 1147                   | 1038                   | Актогай   | 4       |
| Алгинський сільський округ      | 357,21     | 1615                   | 1746                   | 1859                   | 2051                   | Алга      | 1       |
| Баксайський сільський округ     | 2353,24    | 2359                   | 2639                   | 2412                   | 2189                   | Тандай    | 4       |
| Бейбариський сільський округ    | 615,85     | 2602                   | 3119                   | 3435                   | 3764                   | Бейбарис  | 3       |
| Єсбольський сільський округ     | 3987,44    | 2263                   | 2563                   | 2355                   | 2087                   | Ортакшил  | 3       |
| Жалгансайський сільський округ  | 133,00     | 973                    | 1133                   | 1246                   | 1240                   | Жалгансай | 1       |
| Махамбетський сільський округ   | 649,49     | 8633                   | 8392                   | 9764                   | 12441                  | Махамбет  | 2       |
| Сарайчиківський сільський округ | 649,67     | 2296                   | 2512                   | 2562                   | 2851                   | Сарайчик  | 2       |

28 червня 2019 року зі складу району був виключений Алмалинський сільський округ (села Алмали та Береке) площею 71,45 км² і переданий до складу Атирауської міської адміністрації.

## Найбільші населені пункти
Населені пункти з чисельністю населення понад 1000 осіб:
| №  | Населений пункт | Населення, осіб (1989) | Населення, осіб (1999) | Населення, осіб (2009) | Населення, осіб (2021) |
| -- | --------------- | ---------------------- | ---------------------- | ---------------------- | ---------------------- |
| 1  | Махамбет        | 7 123                  | 6 685                  | 8 012                  | 10 685                 |
| 2  | Бейбарис        | 1 837                  | 2 151                  | 2 429                  | 2 553                  |
| 3  | Сарайчик        | 1 757                  | 1 939                  | 1 900                  | 2 260                  |
| 4  | Алга            | 1 615                  | 1 746                  | 1 859                  | 2 051                  |
| 5  | Тандай          | 1 789                  | 2 086                  | 1 913                  | 1 943                  |
| 6  | Саритогай       | 1 510                  | 1 707                  | 1 752                  | 1 756                  |
| 7  | Жалгансай       | 973                    | 1 133                  | 1 246                  | 1 240                  |
| 8  | Ортакшил        | 1 150                  | 1 403                  | 1 322                  | 1 169                  |
| 9  | Акжайик         | 964                    | 1 214                  | 1 179                  | 1 128                  |
| 10 | Талдиколь       | 591                    | 751                    | 871                    | 1 133                  |

## Транспорт
Дороги районного значення:
| Індекс   | Назва                              | Довжина, км |
| -------- | ---------------------------------- | ----------- |
| КЕ-МХ-1  | під'їзд до села Ортакшил           | 2,2         |
| КЕ-МХ-2  | під'їзд до села Алга               | 1,5         |
| КЕ-МХ-3  | під'їзд до села Акжайик            | 0,8         |
| КЕ-МХ-4  | під'їзд до села Єнбекшил           | 3           |
| КЕ-МХ-5  | під'їзд до села Єсбол              | 3           |
| КЕ-МХ-6  | під'їзд до села Талдиколь          | 7,4         |
| КЕ-МХ-7  | під'їзд до села Аккайин            | 11          |
| КЕ-МХ-8  | під'їзд до села Бейбарис           | 8,7         |
| КЕ-МХ-9  | під'їзд до села Сарайчик           | 7           |
| КЕ-МХ-10 | під'їзд до села Жалгансай          | 4           |
| КЕ-МХ-11 | під'їзд до села Саритогай          | 4,8         |
| КЕ-МХ-12 | під'їзд до села Актогай            | 3           |
| КЕ-МХ-13 | під'їзд до села Отешкалі Атамбаєва | 3           |
| КЕ-МХ-14 | під'їзд до села Тандай             | 2,4         |
| КЕ-МХ-15 | під'їзд до села Бала Ораза         | 3           |
| КЕ-МХ-16 | під'їзд до села Кеноріс            | 4           |
| КЕ-МХ-17 | під'їзд до села Єсмахан            | 12          |
| КЕ-МХ-18 | під'їзд до села Томан              | 5           |
| КЕ-МХ-19 | під'їзд до моста через річку Урал  | 9           |